# Caillou
Caillou é um seriado de televisão canadense. Lançado em 1997, é baseada na série de livros franceses pré-escolares escritos por Christine L'Heureux.

## Transmissão no Brasil e Atualidade
A série foi transmitida no Brasil pelo Discovery Kids no horário noturno e também pela TV Cultura entre o dia 14 de outubro de 2001  até 26 de fevereiro de 2010. Também foi exibida pelo Canal Futura.
Atualmente seus episódios estão disponíveis no YouTube e na Netflix.

## Enredo
Caillou mora com a mãe, o pai e a irmã mais nova, Rosie. Ele vive muitas aventuras com sua família e amigos, e usa a imaginação em cada episódio.
O seriado infantil é baseado nas obras de Christine L’Heureux e ilustrados por Hélène Desputeaux. Entre os temas abordados estão a família, comportamento social, o fato de estar sozinho, fazer amigos, emoções — como ansiedade, medo, empatia, tristeza, alegria e estações do ano. Cada episódio da 1 a 3 temporada tem um tema e é dividido em seções curtas que misturam animação, esquete de fantoches e vídeos de crianças em situações da vida real. Nas temporadas 4 e 5 o segmento dos fantoches e a versão real das crianças foi abandonado.
Várias teorias surgiram sobre a calvície dele, dentre elas a que o garoto sofria de câncer, todavia, de acordo com a editora, a aparência do personagem foi apenas uma escolha estética.
Como as experiências são típicas de uma criança de pouca idade, telespectadores podem se identificar facilmente com a série.

## Personagens
- Caillou (Ruca na versão portuguesa) - Um garotinho careca de 4 anos (posteriormente 5), ingênuo e hiperativo. Originalmente foi criado como um bebê nos livros originais e permaneceu careca desde então Aprende coisas novas em meio aos seus problemas de infância. Muitas vezes ele demonstra ser nervoso e arrogante principalmente quando algo dá errado, nos primeiros episódios ele chorava e gritava, mas com o passar dos episódios ele muda a personalidade. Seus melhores amigos são Leo e Clementine.
- Rosie (Mousseline, na versão francesa e Rosita, na versão portuguesa) - A irmã caçula de Caillou de 1 ano. Nos primeiros episódios era uma bebê, mas depois de um tempo amadureceu rápido e passou a ser mais independente e falar com frequência. Muitas vezes Caillou se irrita e chega até mesmo a brigar com Rosie, porém os dois sempre se entendem como bons irmãos. Ao contrário de Caillou ela tem cabelos, que ao contrário dos pais é ruivo.
- Gilbert/Riscas - O gato de estimação de Caillou. É um gato cinza com um círculo azulado no olho esquerdo. Muitas vezes brinca e faz Caillou rir. No seguimento com fantoches Gilbert/Riscas é o protagonista junto de Teddy e Rex e é capaz de falar.
- Mamãe e Papai - Pais de Caillou, cujos nomes nunca foram revelados no desenho. Quase sempre estão de bom humor principalmente quando estão com o filho, raramente brigam e ficam nervosos com o que Caillou faz. Aparentemente apenas o pai é quem trabalha, embora seja desconhecido seu emprego.[8]
- Vovó e Vovô - Avós de Caillou cujos nomes também não foram revelados. Fazem aparições em vários episódios sempre visitando a casa de Caillou, principalmente a Avó que muitas vezes acolhe Caillou e o auxilia nos seus problemas. São pais do pai de Caillou.
- Leo (Luís na versão portuguesa) - O melhor amigo de Caillou que possui sua mesma idade. Desde que Caillou o conheceu em seu primeiro dia na creche os dois se tornaram amigos inseparáveis. Ele é ruivo e judeu, ele juntamente da família celebram Chanucá nos fins de ano.
- Clementine (Clementina na versão portuguesa) - Outra amiga de Caillou também da mesma idade. Ela é negra e descendente africana, ela juntamente da família celebram o Kwanzaa nos fins de ano.
- Sarah (Sara na versão portuguesa) - Amiga de Caillou que possui 8 anos. Ela é descendente de Chineses. Apareceu primeiro no episódio "Caillou Dá a Volta no Quarteirão".
- Sr. Hinkle (Sr. Sintra na versão portuguesa) - Um velho homem gentil, que é vizinho de Caillou.
- Narradora - Ela narra as histórias de Caillou. Ela é uma avó que sempre aparece a cada episódio lendo os livros de Caillou para seus dois netos, só era vista aparecendo na primeira temporada durante o começo dos episódios.

## Episódios
Caillou é composto por 5 temporadas de 92 episódios de até meia hora, bem como o filme de 90 minutos, Férias do Caillou.
| Temporadas | Temporadas | Episódios | Datas oficiais em que esteve no ar | Datas oficiais em que esteve no ar |
| Temporadas | Temporadas | Episódios | Início                             | Fim                                |
| ---------- | ---------- | --------- | ---------------------------------- | ---------------------------------- |
|            | 1          | 13        | 15 de Setembro de 1997             | 5 de Julho de 2000                 |
|            | 2          | 20        | 4 de Setembro de 2000              | 2 de Julho de 2002                 |
|            | 3          | 13        | 15 de Novembro de 2002             | 7 de Outubro de 2003               |
|            | 4          | 20        | 3 de Abril de 2006                 | 26 de Março de 2007                |
|            | 5          | 26        | 11 de Setembro de 2010             | 3 de Outubro de 2010               |

## Receção
Entre 1997 e 2002, Caillou recebeu críticas geralmente positivas de críticos de televisão e pais de crianças pequenas. A equipe da Entertainment Weekly escreveu que seu protagonista "embeleza tudo o que vê com sua rica imaginação".  O New York Times escreveu "Caillou olha para o mundo através dos olhos de seu homônimo de 4 anos [e] pega as lições nem sempre tão simples da vida e as apresenta de uma maneira que as crianças em idade pré-escolar possam entender".  enquanto Lynne Heffley, do Los Angeles Times, escreveu que "cada episódio animado é um reflexo extraordinariamente realista da diversão diária de uma criança em idade pré-escolar, interação familiar, desafios, decepções e mal-entendidos à medida que Caillou cresce e aprende a dar sentido ao seu mundo", também descrevendo-o como "um guia virtual para pais e cuidadores". 

## Controvérsias
Com o passar dos anos, o programa candense atraiu controvérsias pela percepção incorreta das lições aprendidas em vários eventos, principalmente da primeira temporada, bem como alguns episódios da segunda e terceira temporada. Em uma coluna do National Post, o escritor Tristin Hopper identificou Caillou como "possivelmente o programa infantil mais universalmente insultado do mundo". Uma crítica comum à série é que o personagem-título se comporta como uma criança mimada e não sofre consequências de seus pais por seu comportamento. Hopper disse uma vez: "Ao contrário da maioria dos programas infantis, Caillou quase não faz nenhuma tentativa de educar seu público jovem. Não há problemas de matemática velados, aulas de ortografia ou contos de moralidade; são apenas pessoas calmas, não ameaçadoras e de cores vivas navegando nas tarefas diárias." Essas críticas ao personagem-título do programa ecoaram nas plataformas online.  Na semana passada, o apresentador do Tonight, John Oliver, fez referência a Caillou em uma comparação de coisas chatas contra a neutralidade da rede, insultando Caillou por seus temas. Vários desenhos adultos estadunidenses, como Family Guy, também já criticaram e satirizaram o programa.

Caillou apareceu como uma criança muito mais nova na linha original de livros infantis, ele originalmente não tinha cabelo.  Quando os ilustradores descobriram que adicionar cabelo o fazia parecer irreconhecível, foi decidido que Caillou nunca teria cabelo. Essa decisão levou a um meme da internet afirmando que o protagonista tem câncer ou alopecia pediátrica. No entento,  a editora responsável por Caillou, posteriormente, desmentiu o rumor.